# Vela ai Giochi della XXIX Olimpiade - Windsurf femminile
Le gare di vela della Classe RS:X femminile valide per la XXIX Olimpiade si sono svolte dall'11 al 20 agosto 2008 a Qingdao nella Qingdao International Sailing Centre. Hanno partecipato alla competizione 27 atlete.
I punti sono stati assegnati in base alle posizioni finali in ciascuna regata (1 al primo, 2 al secondo etc.). Sono stati considerati i migliori 9 punteggi delle dieci regate di qualificazione, e ciascun atleta ha potuto scartare il punteggio più alto. I 10 atleti con il punteggio più basso hanno gareggiato in un'ultima regata, chiamata "Medal Race" in cui il punteggio valeva doppio e andava a sommarsi a quello delle 9 regate di qualificazione.
In caso di squalifica, o di mancata partenza per una regata, all'atleta venivano assegnati 28 punti per quella regata (21 nell'ultima) ovvero uno in più di quanti ne avrebbe avuto se si fosse classificata ultima.

## Medaglie
| Posizione | Atleta             | Paese       |
| --------- | ------------------ | ----------- |
|           | Jian Yin           | Cina        |
|           | Alessandra Sensini | Italia      |
|           | Bryony Shaw        | Regno Unito |

## Risultati
| Pos. | Atleta                         | Regata | Regata | Regata | Regata | Regata | Regata | Regata | Regata | Regata | Regata | Regata     |     | Punteggio |
| Pos. | Atleta                         | 1      | 2      | 3      | 4      | 5      | 6      | 7      | 8      | 9      | 10     | Medal Race |     | Punteggio |
| ---- | ------------------------------ | ------ | ------ | ------ | ------ | ------ | ------ | ------ | ------ | ------ | ------ | ---------- | --- | --------- |
| 1    | Jian Yin (CHN)                 | 1      | 1      | 1      | 3      | 3      | 13     | 7      | 8      | 8      | 1      | 6          | 39  |           |
| 2    | Alessandra Sensini (ITA)       | 6      | 2      | 9      | 1      | DSQ    | 3      | 2      | 2      | 5      | 8      | 2          | 40  |           |
| 3    | Bryony Shaw (GBR)              | 4      | 3      | 11     | 6      | OCS    | 6      | 5      | 3      | 1      | 2      | 4          | 45  |           |
| 4    | Marina Alabau (ESP)            | 3      | 5      | 5      | 2      | 5      | 11     | 8      | 5      | 4      | 9      | 8          | 65  |           |
| 5    | Jessica Crisp (AUS)            | 2      | 4      | 3      | 8      | 1      | 8      | 9      | 14     | 6      | 5      | 20         | 66  |           |
| 6    | Barbara Kendall (NZL)          | 12     | 7      | 12     | 4      | 2      | 4      | 3      | 6      | 13     | 21     | 12         | 75  |           |
| 7    | Zofia Klepacka (POL)           | 17     | 16     | 17     | 5      | 4      | 2      | 1      | 1      | 3      | 17     | 16         | 82  |           |
| 8    | Olha Maslivets (UKR)           | 5      | 6      | 14     | 11     | 10     | 1      | 4      | 12     | 12     | 12     | 10         | 83  |           |
| 9    | Wai Kei Chan (HKG)             | 10     | 10     | 6      | 13     | 7      | 12     | 6      | 7      | 14     | 4      | 18         | 93  |           |
| 10   | Maayan Davidovich (ISR)        | 13     | 9      | 20     | 9      | 13     | 14     | 16     | 4      | 9      | 10     | 14         | 111 |           |
| 11   | Faustine Merret (FRA)          | 8      | DSQ    | 10     | 7      | 11     | 19     | 17     | 18     | 7      | 3      | -          | 100 |           |
| 12   | Irina Bontemps (BUL)           | 18     | 8      | 8      | 15     | 18     | 17     | 10     | 10     | 2      | 13     | -          | 101 |           |
| 13   | Yasuko Kosuge (JPN)            | 9      | 12     | 4      | 17     | 14     | 18     | 18     | 11     | 10     | 7      | -          | 102 |           |
| 14   | Athena Frai (GRE)              | 15     | 15     | 16     | 10     | 19     | 5      | 11     | 9      | 15     | 11     | -          | 107 |           |
| 15   | Jannicke Staalstroem (NOR)     | 7      | DSQs   | 2      | 12     | 9      | 10     | 15     | 13     | 21     | 18     | -          | 117 |           |
| 16   | Tuuli Petaja (FIN)             | 14     | 11     | 7      | 16     | 16     | 16     | 12     | 16     | 11     | 14     | -          | 117 |           |
| 17   | Nikola Girke (CAN)             | 11     | 14     | 13     | 14     | 12     | 15     | 13     | DNF    | 18     | 15     | -          | 125 |           |
| 18   | Patricia Freitas (BRA)         | 20     | 13     | 15     | 23     | 6      | 7      | 21     | 17     | 16     | 20     | -          | 135 |           |
| 19   | Bettina Honore (DEN)           | 21     | 18     | 21     | 18     | 20     | 9      | 14     | 15     | 22     | 6      | -          | 142 |           |
| 20   | Napalai Tansai (THA)           | 16     | 17     | 18     | 24     | 8      | 22     | 19     | 23     | 23     | 23     | -          | 169 |           |
| 21   | Gavriella Chatzidamianou (CYP) | 19     | 22     | 23     | 22     | 15     | 23     | 25     | 22     | 20     | 16     | -          | 182 |           |
| 22   | Diana Detre (HUN)              | 22     | 20     | 19     | 21     | 22     | 25     | 26     | 20     | 17     | 19     | -          | 185 |           |
| 23   | Demita Vega (MEX)              | 23     | 21     | 25     | 25     | 17     | 21     | 20     | 19     | 19     | 26     | -          | 190 |           |
| 24   | Tatiana Bazyuk (RUS)           | 24     | 23     | 24     | 19     | 21     | 20     | 22     | 21     | 25     | 24     | -          | 198 |           |
| 25   | Florencia Gutierrez (ARG)      | 27     | 19     | 27     | 20     | 23     | 26     | 23     | DNF    | 24     | 27     | -          | 216 |           |
| 26   | Nancy Rios (USA)               | 25     | 24     | 22     | 26     | 24     | 27     | DNF    | DNF    | 26     | 22     | -          | 224 |           |
| 27   | Sedef Koktenturk (TUR)         | 26     | 25     | 26     | 27     | OCS    | 24     | 24     | DNF    | 27     | 25     | -          | 242 |           |

Legenda abbreviazioni
DSQ = Squalificato
DNF = Non terminata
DNS = Non partito
OCS = Rimasto sulla linea di partenza